# Phytoecia nausicae
Phytoecia nausicae är en skalbaggsart som beskrevs av Rejzek och Kakiopoulos 2004. Phytoecia nausicae ingår i släktet Phytoecia och familjen långhorningar. Inga underarter finns listade i Catalogue of Life.